# Таинственный лес
«Таи́нственный лес» (англ. The Village; дословно с англ. — «Деревня») — фильм 2004 года режиссёра М. Найта Шьямалана. Кассовые сборы фильма в США составили 115 млн долларов, а в остальных странах — 142,5 млн долларов. Фильм был номинирован на две премии: премия «Оскар» 2005 года в номинации лучший саундтрек к фильму и номинация на премию MTV «Женский прорыв года» — Брайс Даллас Ховард.

## Сюжет
Пенсильвания, типичный для конца XIX века протестантский посёлок Ковингтон. Посёлок со всех сторон окружён лесом, в котором живут опасные существа — Те, чьё имя не называем (англ. Those We Do Not Speak Of). C существами заключён негласный Договор о ненарушении границ, однако на случай атаки Ковингтон окружён защитной полосой из столбов с установленными на них масляными факелами. 
По ночам на сигнальной вышке дежурят часовые, задача которых — ударить в колокол, если существа попытаются проникнуть внутрь. Часовые облачены в жёлтые плащи, так как считается, что жёлтый цвет отпугивает существ. На столбах развешаны жёлтые флаги, а сами столбы помечаются жёлтой краской. Красный цвет считается в посёлке «дурным», притягивающим Тех, о Ком мы не говорим.
Этим лесом жители посёлка полностью отрезаны от окружающего мира, который жители называют «города». Но они не чувствуют себя ущемлёнными, так как, по утверждению старейшин, города погрязли в грехах и разврате. В городах правят деньги, из-за которых убивают людей и которые приносят лишь несчастья, в то время как натуральное хозяйство Ковингтона обеспечивает жителей едой, одеждой и всем необходимым.
Фильм начинается с похорон Дэниела Николсона — малолетнего сына одного из старейшин. По всей видимости, недостаток лекарств не позволил вылечить мальчика. Молодой житель посёлка Люций Хант просит у старейшин позволения пройти через лес, чтобы добыть в городах лекарства и предотвратить возможность новых смертей. По его мнению, существа руководствуются фундаментальным принципом «предполагайте добрые намерения» и, зная о целях нарушения границ, не причинят ему зла. Старейшины отказывают — нельзя нарушать договор и подвергать угрозе жизнь всех жителей. В это же время в посёлке начинают появляться страшные свидетельства появления существ — трупы животных с полностью снятой шкурой.
Один из жителей посёлка, Ной Перси, у которого не всё в порядке с головой, но полностью отсутствует мистический страх перед тварями, принёс откуда-то ягоды «дурного» красного цвета. На следующий день во время обхода защитной полосы Люций Хант на несколько десятков метров углубляется в лес и обнаруживает там такие же ягоды. Однако почти сразу он замечает, что за ним наблюдают и спешно покидает лес. Решив, что Ной Перси ходил в леса и не был убит существами, Люций предпринимает новую попытку уговорить старейшин отпустить его в города.
Однако, вскоре во время празднования в деревне свадьбы, существа, словно предупреждая о недопустимости нарушения Договора, производят нападение на Ковингтон — они режут скот и снимают с убитых зверей шкуры. Ещё через день одно из существ ночью проникает в посёлок и демонстративно проходит по улицам, оставляя на дверях отметины красной краской. Жители посёлка повергнуты в смертельный ужас. Люций Хант решает, что именно нарушение им границы леса повлекло за собой эти события, о чём он заявляет старейшинам и оставляет свои попытки убедить их разрешить ему отправиться в города.
Но через некоторое время происходит непредвиденное. Преступность приходит в их тихое селение. Дурачок Ной Перси оказался далеко не безобиден и не прост. Он, приревновав Айви — слепую дочь главы посёлка Эдварда Уокера, тяжело ранил ножом её жениха Люция Ханта. Ноя, пока суд да дело, запирают в сарае, а местный доктор пытается оказать помощь Люцию. Однако раны Люция инфицированы, и он при смерти. Ему требуется лекарство, способное остановить инфекцию.
Старейшины дают Айви разрешение нарушить границу, отправиться в город и купить там нужные лекарства. Незрячей девушке предстоит пройти через лес. Вся община уверена, что именно она «лучше всех ходит по лесу», хотя никто этого не проверял, так как в лес ходить запрещено. Эдвард Уокер, отец Айви, приводит её к «запретному сараю» и даёт девушке инструкции, как избежать встречи с существами.
Однако в лесу Айви всё-таки встречается с существом — жутким антропоморфным монстром в красном балахоне. Слепой, но хитрой девушке удаётся заманить и столкнуть его в яму, где существо погибает, по-видимому, повредив позвоночник. В следующий момент становится ясно, что в костюме существа был сбежавший Ной Перси. Но незрячая Айви этого не видит.
Благодаря флэшбеку раскрывается главная тайна посёлка: отец Айви, приведя её к сараю, даёт ей на ощупь опознать костюмы страшных существ — Тех, Чьё Имя Не Называем. Он признаётся, что никаких страшных существ в лесу нет, это всего лишь миф — чтобы молодёжь не покидала поселок, отправляясь в отравленные грехом и деньгами города, старейшины по очереди переодеваются в костюмы, издают страшные звуки и наводят ужас на посёлок.
Айви достигает конца леса и упирается в заросшую плющом ограду. Перебравшись через неё, она попадает в мир конца XX века. На джипе к ней подъезжает один из патрульных, охраняющий периметр природоохранной зоны. Поначалу он принимает её за простого обывателя, пытающегося проникнуть внутрь заповедника. Однако узнав, что девушка пришла из лесов и прочтя письмо старейшины, охранник соглашается выполнить просьбу Айви — достав на одном из постов охраны нужные лекарства, он передаёт их ей и помогает Айви перебраться через стену обратно в лес. Начальник поста охраны строго отчитал, но постарался не заметить действий своего подчинённого. Айви возвращается в Ковингтон.
В конце фильма раскрывается вся предыстория возникновения посёлка. Отец Айви Эдвард Уокер, весьма богатый и влиятельный человек, профессор истории и эскапист, в 1970-х годах организовал «природоохранную зону», внутри которой построил тот посёлок. Вместе с единомышленниками он основал общину, маленький идеализированный мирок благостного и джентльменского XIX века, в котором нет места насилию и несправедливости. Теперь в деревне, кроме самих её основателей-старейшин, живут только их дети и внуки. Над природоохранной зоной запрещено пролетать самолётам, периметр «заповедника» тщательно патрулируется высокооплачиваемой службой охраны. Охранники считают, что они просто охраняют природу. Ни один посторонний не имеет права прохода за ограждение леса, а все попытки пресекаются. Все старейшины приняли решение об уходе из современности после того, как столкнулись с гибелью своих близких в результате насильственных преступлений.
Эдварду Уокеру удалось спасти Люция Ханта, решить проблему сумасшедшего Ноя и сохранить тайну посёлка. Он считает, что такие люди, как сильная духом Айви и верный ей Люций, смогут повести общину после уже немолодых старейшин. Незрячая Айви не могла видеть мир за оградой, а смерть Ноя Перси будет использована для нагнетания страха на жителей — он нарушил Договор, проникнув в лес, за что и был убит Теми, чьё имя не называем. Община продолжает существование.

## В ролях
| Актёр               | Роль                       |
| ------------------- | -------------------------- |
| Хоакин Феникс       | Люций Хант                 |
| Брайс Даллас Ховард | Айви Элизабет Уокер        |
| Эдриен Броуди       | Ной Перси                  |
| Сигурни Уивер       | Элис Хант                  |
| Уильям Хёрт         | Эдвард Уокер               |
| Брендан Глисон      | Август Николсон            |
| Черри Джонс         | миссис Клэк                |
| Джуди Грир          | Китти Уокер                |
| Майкл Питт          | Финтон Койн                |
| Селия Уэстон        | Вивиан Перси               |
| Джесси Айзенберг    | Джеймисон                  |
| Фрэн Кранц          | Кристоп Крейн              |
| Чарли Хофхаймер     | рейнджер заповедника Кевин |

## Создание

### Кастинг
Изначально предполагалось, что главную роль в фильме будет играть Кирстен Данст. Однако в конце мая 2003 года она покинула проект, предпочтя ему съёмки в картине Камерона Кроу «Элизабеттаун» (Elizabethtown). Вместо неё Шьямалан решил (даже без предварительного прослушивания) взять Брайс Даллас Ховард, дочь режиссёра Рона Ховарда, для которой эта роль — дебют в большом кино. Роль же Люция Ханта писалась специально под актёра Хоакина Феникса, который её и сыграл. Роль Ноя Перси должен был играть Эштон Кутчер, но из-за конфликтов с руководством его сняли с проекта, поэтому роль досталась Эдриену Броуди.

### Съёмки
На стартовом отрезке своего существования проект имел название «Леса́» (The Woods). В начале октября 2003 года появилось нынешнее название. Вероятно, причиной стало существование другого проекта с точно таким же названием, с Агнес Брюкнер в главной роли, который также предполагалось снимать осенью 2003 года с релизом в течение 2004 годах.
Режиссёр первоначально решил сделать дизайн Тех, чьё имя не называем в виде монстра, похожего на прямоходящего льва с большой косматой головой, но после просмотра созданного образа, решил, что это совершенно невероятно и не согласуется с концепцией картины. А Сигурни Уивер, которую после прочтения сценария фильма мучили ночные кошмары, заявляла, что фильм должен был стать одним из самых страшных в кинематографе.. В итоге, существа получили внешность неких антропоморфных монстров, не имеющих явного природного прототипа. На написание сценария повлияли два принципиально разных произведения искусства — роман «Грозовой перевал» и фильм 1933 года «Кинг-Конг».
Перед съёмками фильма актёры неделю жили в учебном лагере с окружением образца XIX века. Для съёмок фильма деревню Ковингтон, являющуюся основным местом действия, команда рабочих выстроила в лесной долине «с нуля», на что ушло 11 недель.
Первым днём съёмок является 8 октября 2003 года, а закончились они в середине декабря. Таким образом, съёмки фильма продолжались немногим меньше двух месяцев. Съёмки проходили в Филадельфии и в округе Честер, штат Пенсильвания. Кроме того, некоторые сцены снимались в городах Центрвиль, штат Делавэр и Педриктаун, штат Нью-Джерси.